# Jules d'Anethan
 (août 2021).
Si vous disposez d'ouvrages ou d'articles de référence ou si vous connaissez des sites web de qualité traitant du thème abordé ici, merci de compléter l'article en donnant les références utiles à sa vérifiabilité et en les liant à la section « Notes et références ».
Le baron Jules d'Anethan (23 avril 1803 à Bruxelles - 8 octobre 1888 à Schaerbeek), est un avocat et homme d'État belge. Membre fondateur du Parti catholique, issu de la magistrature. Il a été ministre de la Justice sous deux gouvernements, brièvement ministre de l'Intérieur et de la Guerre et chef de cabinet avec le portefeuille des Affaires étrangères de 1870 à 1871. Par ailleurs, il a été membre de la Chambre des représentants, ainsi que du Sénat (1849-1888), dont il a été le président de 1884 à 1885.

## Biographie
Jules Joseph d'Anethan, né le 23 avril 1803 à Bruxelles, est docteur en droit (1824) de l'Université d'État de Louvain, et commence sa carrière au barreau de Bruxelles.

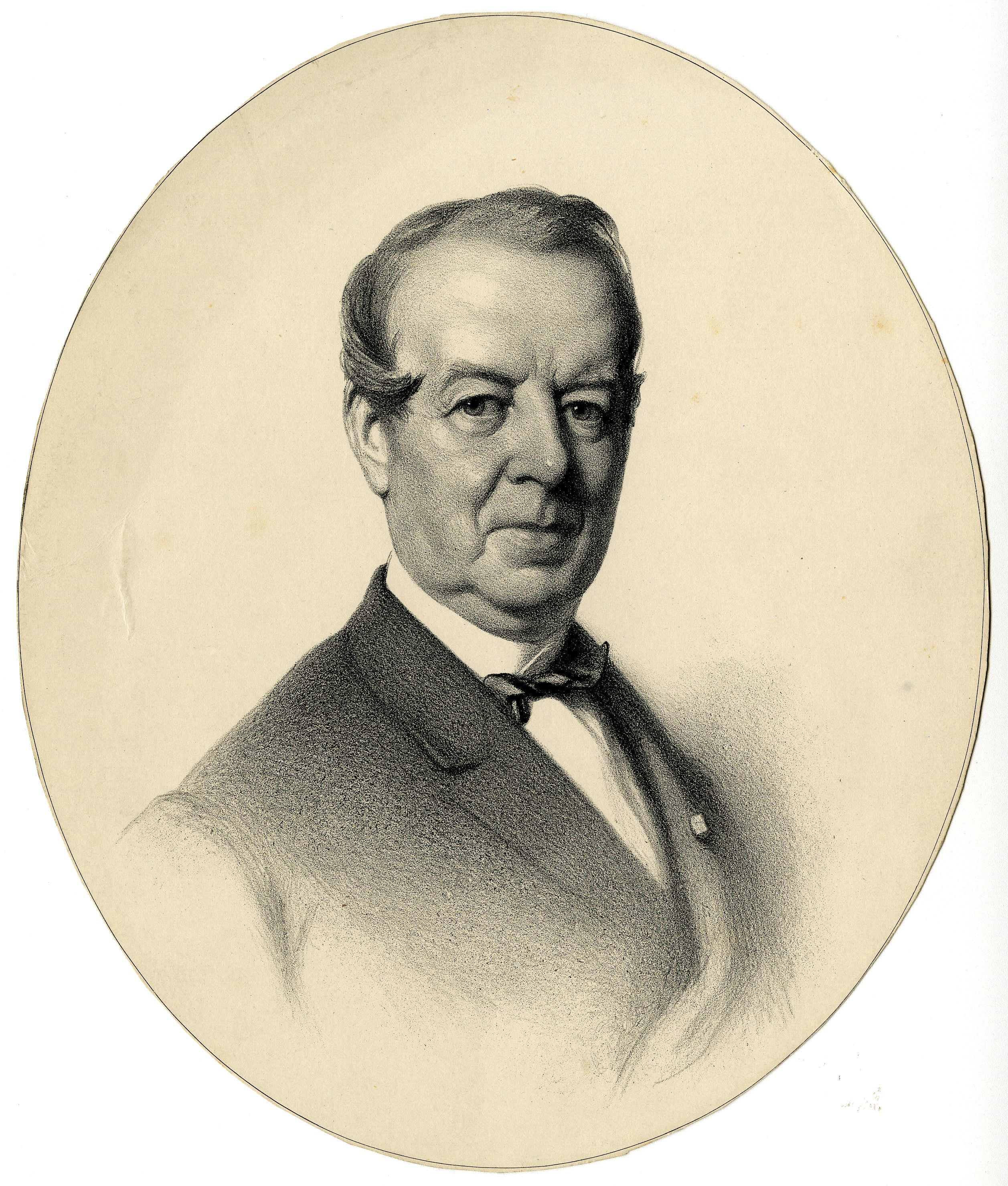
Lithographie d'Anethan conservée dans les archives de la ville d'Anvers.

Diplomate et conciliateur, il est ministre des Cultes, ministre de la Justice, des Affaires étrangères.
Député catholique pour l'arrondissement de Louvain (1844-1848), il entre au Sénat pour l'arrondissement de Tielt en 1849 et restera sénateur de cet arrondissement jusqu'en 1888. Il est ministre de la Justice dans divers cabinets unionistes (1843-1847).
En 1870, après qu'il a géré la neutralité belge dans le conflit franco-prussien, Léopold II l'appelle à former le nouveau gouvernement catholique, à condition qu'il appuie les mesures militaires du roi (conscription). Le souverain et son ministre rédigent un pacte écrit, véritable compromis entre la volonté du roi et celle du baron d'Anethan :

« Palais de Bruxelles, 29 juin 1870. 

Armée : maintien du statu quo ; achèvement d'Anvers et de Termonde ;

Exécution de ce qui a été annoncé aux chambres.

Trésor : maintien des recettes afin de doter le pays de travaux publics.

Les ministres s'engagent à n'imposer de réforme électorale, ni au Roi ni au pays.

Politique conciliante, sagement libérale, esprit de 1830...

(s) Léopold

Par le Roi, le Ministre des Affaires étrangères, (s) d'Anethan »

Le baron d'Anethan avait dû intégrer dans son gouvernement des anti-militaristes notoires, ce qui ne plait guère à Léopold II. Celui-ci profite des émeutes contre la nomination du gouverneur du Limbourg, Pierre de Decker, pour demander la démission des ministres en question. D'Anethan, poussant jusqu'au bout la solidarité ministérielle, et privé d'appui depuis l'affaire Langrand-Dumonceau (scandale financier au sein du parti catholique), fait démissionner tout son gouvernement.
D'Anethan, tout en suivant la ligne politique du parti catholique, est néanmoins en plusieurs questions, d'esprit indépendant. C'est ainsi qu'il tient l'opinion que l'Italie devait être unifiée, ce qui ne pouvait se faire qu'au détriment de l'existence des États pontificaux. Afin de pouvoir mieux influencer la diplomatie vaticane dans le sens qu'il préconisait, il érigea une seconde ambassade à Rome, accréditée auprès du Saint-Siège. De 1875 à 1880 son fils, Auguste d'Anethan, est le chef de cette mission, jusqu'à son rappel par Frère-Orban en 1880.
Jules-Joseph d'Anethan termina sa longue carrière comme président du Sénat (1884-1885).

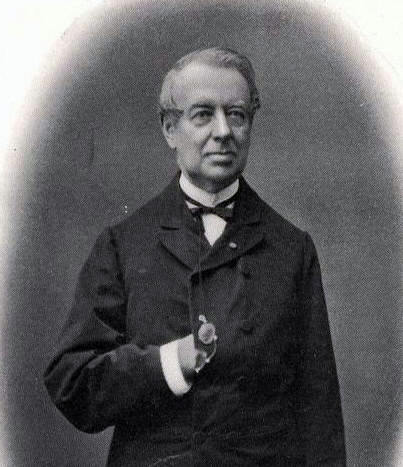
Le baron Jules d'Anethan vers la fin du XIXe siècle.

Tout au long de sa carrière, il avait défendu les positions du parti catholique avec conciliation et un grand esprit d'indépendance, n'hésitant pas à prendre ses distances avec l'Église (concernant le Risorgimento, tout particulièrement).

## Héraldique
| Armoiries de la famille d'Anethan | Armoiries de la famille d'Anethan |
| --------------------------------- | --- |
|                                   | Blasonnement:"Coupé, d'or, au lion assis de gueules, lampassé d'azur, la queue fourchée et passée en sautoir, et d'azur, à quatre vergettes d'or." |